# Anders Andersson i Greby
Anders Andersson (i riksdagen kallad Andersson i Greby), född 16 januari 1820 i Vads socken i Skaraborgs län, död 10 oktober 1894 i Värings församling i Skaraborgs län, var en svensk lantbrukare och politiker.
Han var ägare till Greby i Götlunda socken och Källtorp i Värings socken i Skaraborgs län. Andersson företrädde bondeståndet i Södra Vadsbo härad vid ståndsriksdagen 1865–1866. Andersson var senare ledamot av riksdagens andra kammare 1870–1874, invald i Vadsbo södra domsagas valkrets i Skaraborgs län.